# 圣阿拉耶
圣阿拉耶（法語：Saint-Araille，法語發音：[sɛ̃.t‿aʁaj]）是法国上加龙省的一个市镇，属于米雷区。

## 地理
圣阿拉耶（43°21'30"N, 0°59'30"E）面积6.54 平方千米，位于法国奧克西塔尼大區上加龙省，该省份为法国西南部内陆省份，西南端与西班牙接壤，自此顺时针与上比利牛斯省、热尔省、塔恩-加龙省、塔恩省、奥德省和阿列日省接壤。
与圣阿拉耶接壤的市镇（或旧市镇、城区）包括：蒙珀扎、卡斯蒂-拉布朗德、蒙塔斯特吕克-萨韦斯、普伊德图日、塞纳朗。

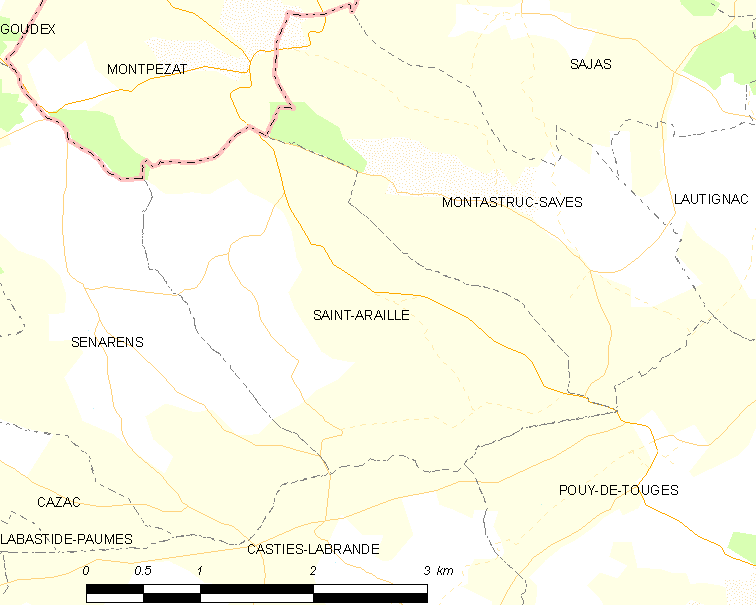
圣阿拉耶的OSM定位图

圣阿拉耶的时区为UTC+01:00、UTC+02:00（夏令时）。

## 行政
圣阿拉耶的邮政编码为31430，INSEE市镇编码为31469。

## 政治
圣阿拉耶所属的省级选区为卡泽尔县。

## 人口

1962-2008年间圣阿拉耶人口变化图示

圣阿拉耶于2022年1月1日时的人口数量为125人。